# Bezdédmező

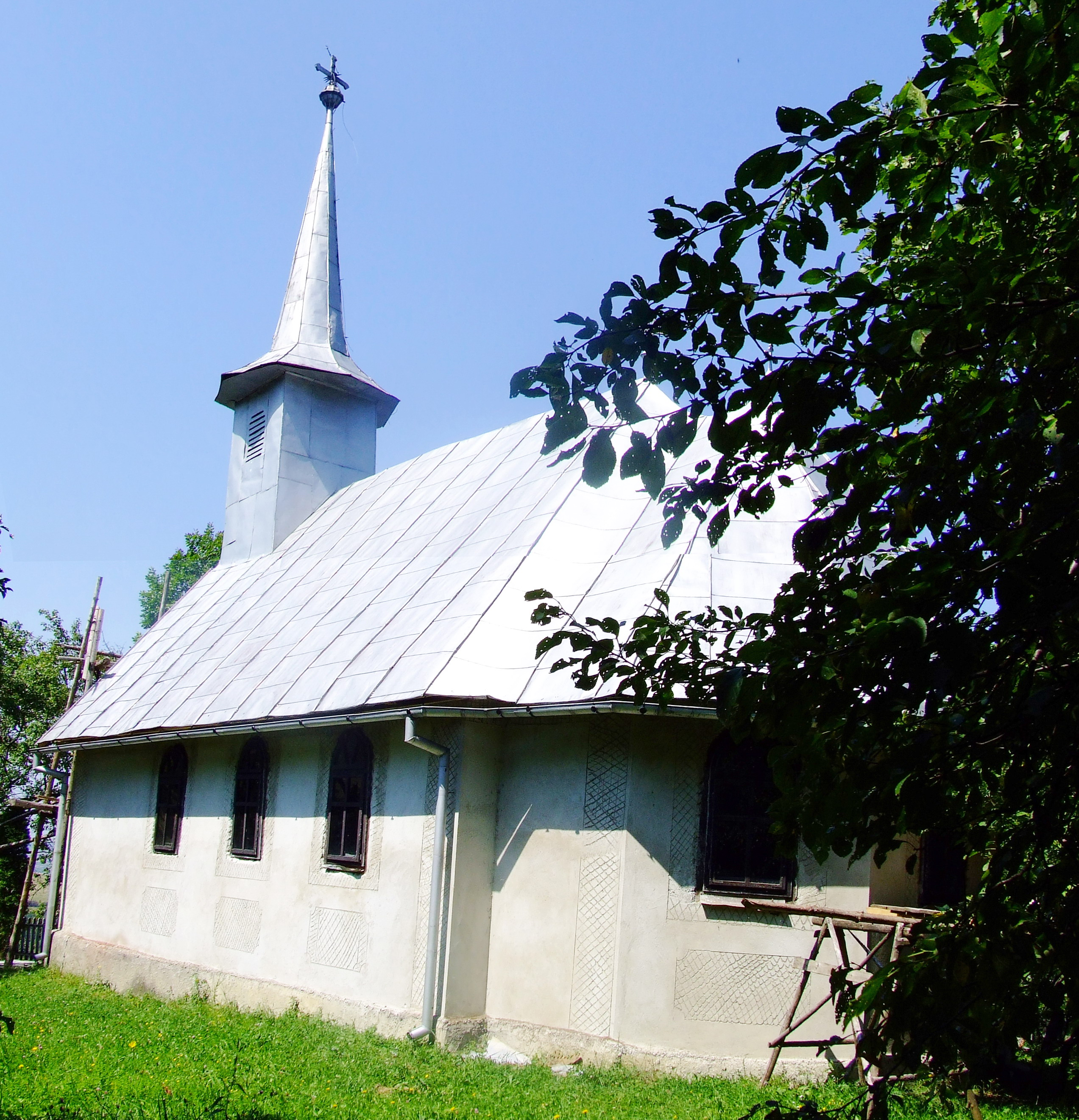

Bezdédmező (Poiana Onții), település Romániában, a Partiumban, Bihar megyében.

## Fekvése
Nagykeresztes mellett fekvő település.

## Története
Bezdédmező külön vált Nagykeresztestől. Előtte Bezdédtelek része volt.
1910-ben 140 román, 1956-ban 220, majd 1966-ban 244 román lakosa volt.
A 2002-es népszámláláskor 111 lakosából 110 román, 1 cigány volt.